# ماكس أوتهوف

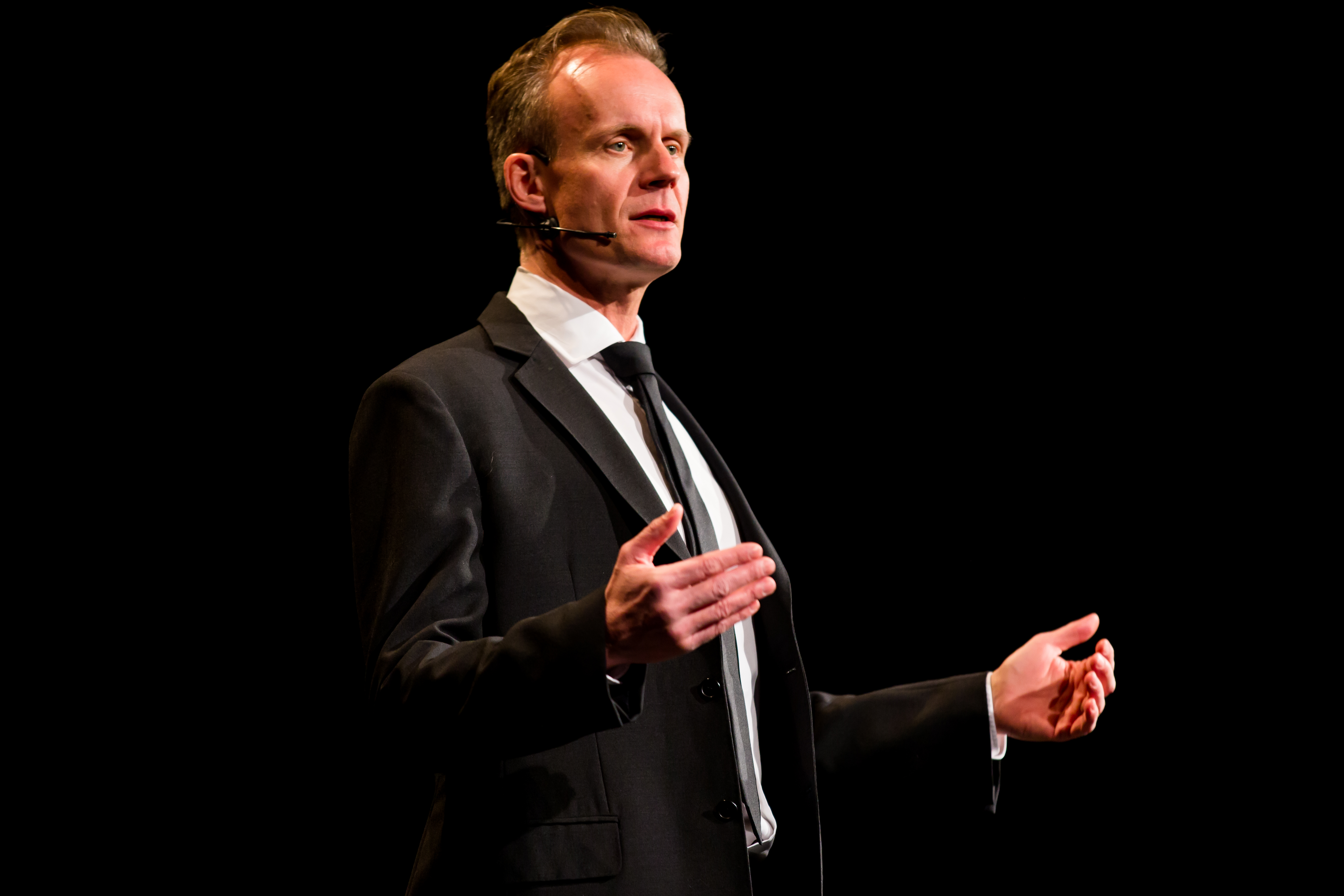
ماكس أوتوف

ماكس أوتهوف (بالألمانية: Max Uthoff)‏ (24 سبتمبر 1967-)، هو محام ومسرحي ألماني. ولد ماكس في مدينة ميونخ جنوب ألمانيا.

## حياته
بدأ ماكس في التعرف على عالم المسرح منذ صغره، حيث أسس والدهُ راينر اوتوف عام 1965 مسرح ميونخ الفكري و أدارهُ لمدة 30 سنة برفقة سيلفيا اوتوف.
درس ماكس القانون و تخرج عام 2002 بنجاحهِ في الحصول على امتحان الدولة.

## المسرح السياسي
منذ 2006 تولى ماكس شؤون المسرح الذي أنشأهُ والده و منذ 2007 بدأ ظهور ماكس المسرحي على التلفزة الألمانية و كان برنامجه الأول بعنوان (أنت تتواجد هنا) ، وبدأ منه بنشر فلسفته الناقدة للنظام الرأسمالي محاولاً دفع الناس إلى التفكير في كثير من السياسات الرأسمالية الجائرة (كما قال في حوار مع الصحفية الألمانية يوليا ينش).
منذ بداية عام 2013 حل على برنامج «جديد المؤسسة» ضيفاََ كمحامِِ في البرنامج، و منذ بداية 2015 أدارَ البرنامج اللاحق بعنوان (المؤسسة) برفقة المسرحي المشهور كلاوس فون فاغنر.

## برنامج المؤسسة
في هذا البرنامج قدم ماكس و زميله الكثير من الفنون السياسية الناقدة (بشكل فكاهي) و لكنه كان واضحاََ اشتراك المسرحيين في رسالتهما الإعلامية.
في حلقتهما بتاريخ 29-04-2014 على قناة التلفزيون الألماني الثاني (Zweites Deutsches Fernsehen) بيَن ماكس و كلاوس فون فاغنر الكثير من الارتباطات بين صحفيين ألمان و مؤسسات مقربة من حلف الناتو. هؤلاء الصحفيين و المحررين يعملون لجرائد مثل: 
- جريدة داس بِلد (das Bild) أي جريدة الصورة
- جريدة دي تسايت (die Zeit) أي جريدة الوقت
- جريدة سود دويتشه تسايتونج (Süddeutsche Zeitung) أي جريدة ألمانيا الجنوبية

لقد تم الاعتراض على هذه الحلقة و حُذفت من سجل التلفاز في موقعه على الإنترنت و تم رفع قضية ضد ماكس و كلاوس و التي ربِحاها في النهاية. هذه الحلقة تنبع من اعتقاد ماكس و كلاوس بأن هناك إعلام موجه يسيطر على أكثر المشاهد السياسية و كثيرأَ ما لا يكون حيادياً، و هذا ما أدليا به أثناء اصتدافتهما من قبل الإعلامي ماركوس لانس (Markus Lanz) على قناة ZDF.

## رأيه في الأزمة الأوكرانية
يرى كلاوس بأن كثير من الحقائق قد زُيِفت بشأن الموضوع الأوكراني من أجل إشعال حرب أهلية لبعض الأطراف بها مصلحةُُ (أمريكا و حلف الناتو). و هذا ما حاول و زميلُهُ أن يبثانه أيضا ضمن برنامجهما.

## روابط خارجية
- ماكس أوتهوف على موقع IMDb (الإنجليزية)
- ماكس أوتهوف على موقع مونزينجر (الألمانية)
- ماكس أوتهوف على موقع ميوزك برينز (الإنجليزية)
- ماكس أوتهوف على موقع ديسكوغز (الإنجليزية)